# 常栖寺
常栖寺（じょうせいじ）は、京都府与謝郡与謝野町温江909にある臨済宗妙心寺派の寺院。山号は雲頂山。本尊は釈迦如来。

## 歴史
応永元年（1394年）、天田郡川口村（現・福知山市）にある天寧寺の実中秀禅師によって開創されたと伝わる。当初は天寧寺派に属していた。加悦谷に臨済宗が広まったのは貞治4年（1356年）に愚中周及によって建立された天寧寺が足利義持の時代に祈願所となって栄えて36ヵ寺の末寺を擁したことと、元中元年（1384年）に天寧寺の住持となった元哉禅師が巡錫し布教に努めたことの影響が大きいと考えられている。
中世には、谷垣城主の藤田氏の菩提寺だった。
享保2年（1717年）、太素和尚の代に堂宇が焼失した。明和6年（1769年）から寛永4年（1792年）にかけて堂宇が再建された。庭園の作庭もこの時期とされる。この際に再建された本堂、山門、庫裏が現存している。方丈は加悦町後野の宝勝寺に移築された。
安永5年（1776年）3月には山門が上梁された。寛政4年（1792年）には山門が本瓦葺から桟瓦葺に改められ、本瓦は加悦町香河の慈雲寺に譲られて観音堂の造営に用いられた。
天寧寺派であった常栖寺が、臨済宗妙心寺派となった時期は、文献において直接的な言及はないが、加悦谷地域旧加悦町域には臨済宗妙心寺派の寺がもっとも多く、常栖寺を含め8ヵ寺ある。足利義持の時代に強勢を誇り36を数えた天寧寺派の末寺は、1868年（明治元年）に本山に統括されて妙心寺末寺となったと総括されている。
1974年（昭和49年）時点の檀家は約100戸だった。

## 境内

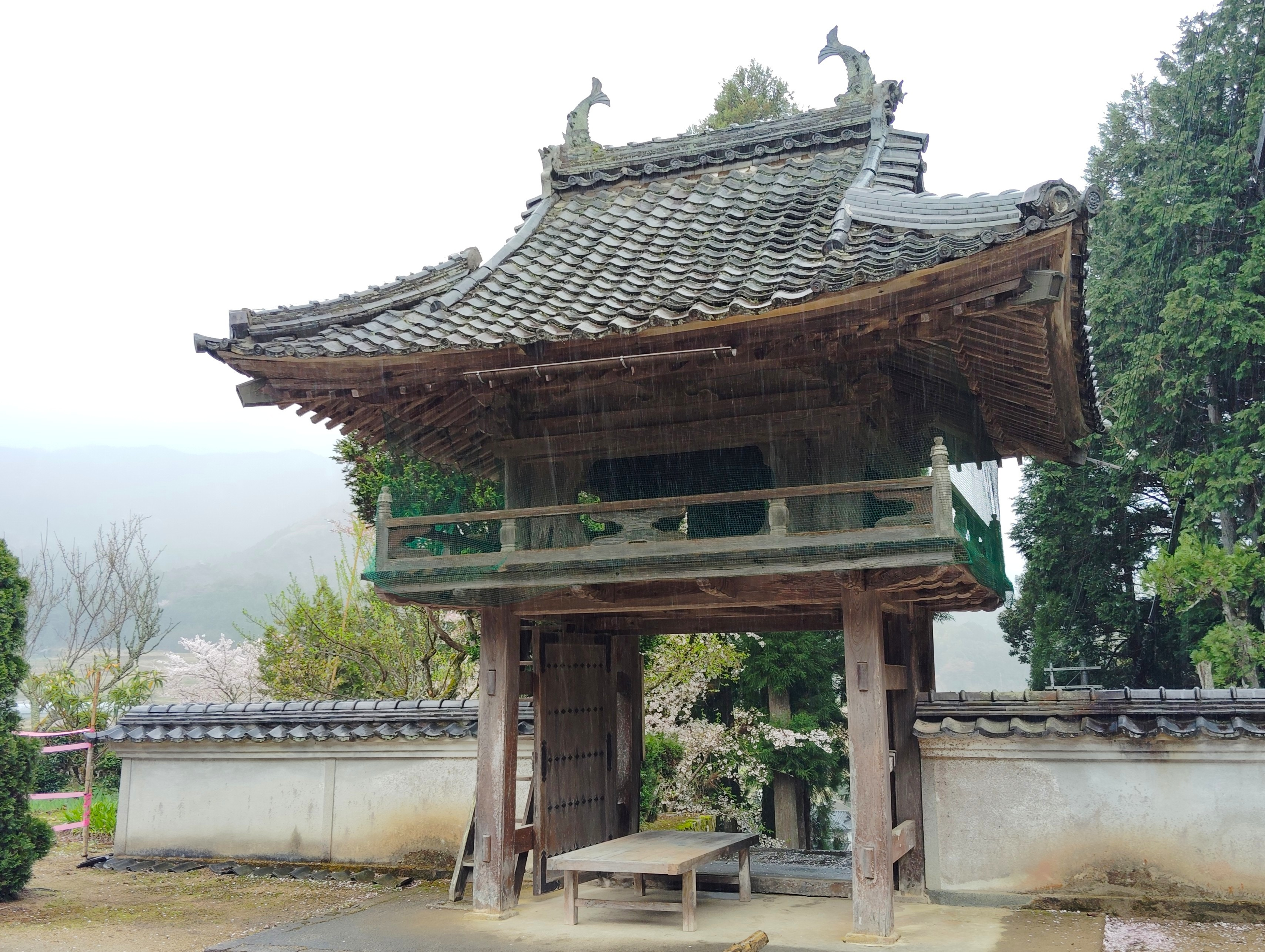
山門

- 本堂 - 天明2年（1782年）竣工。

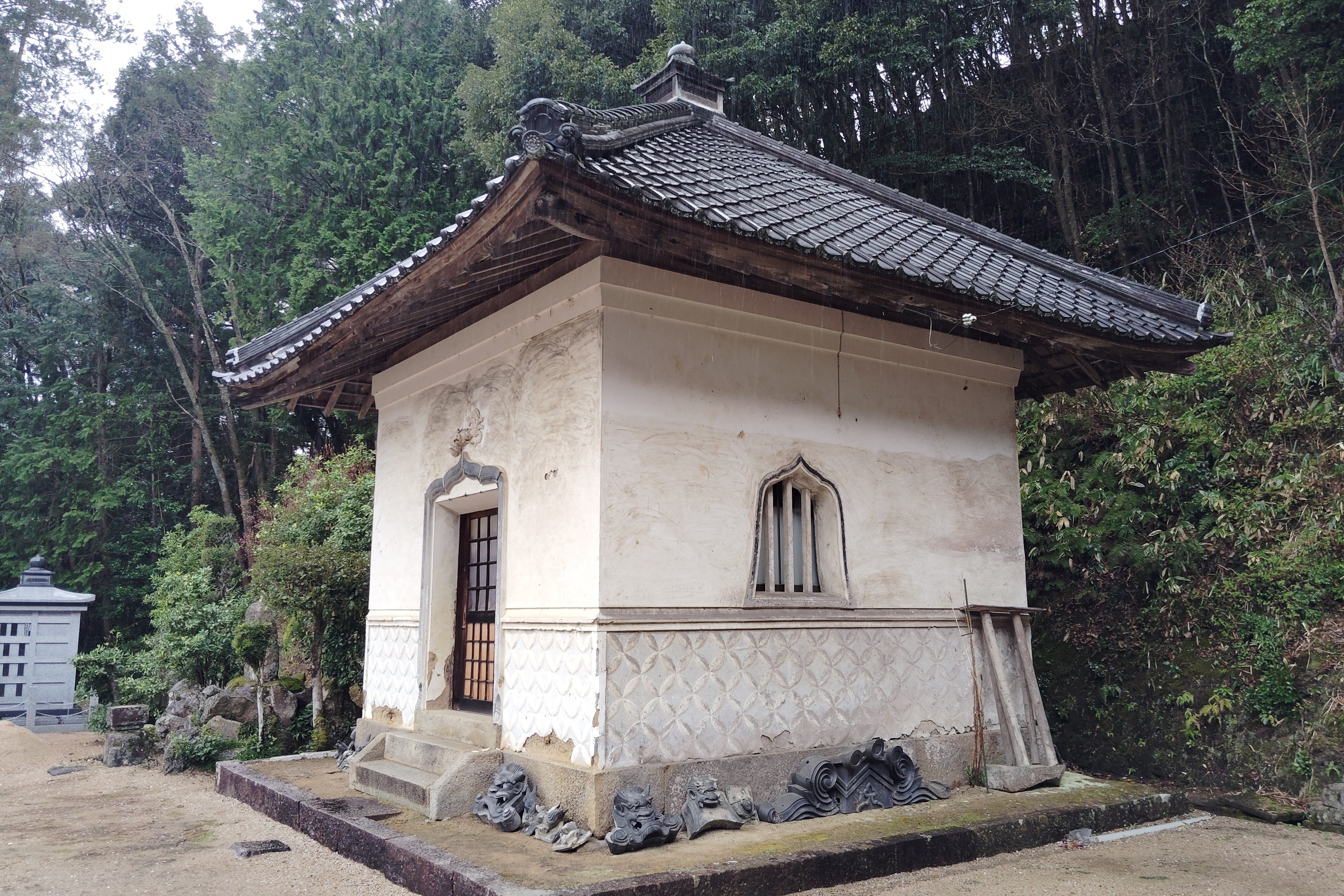
観音堂
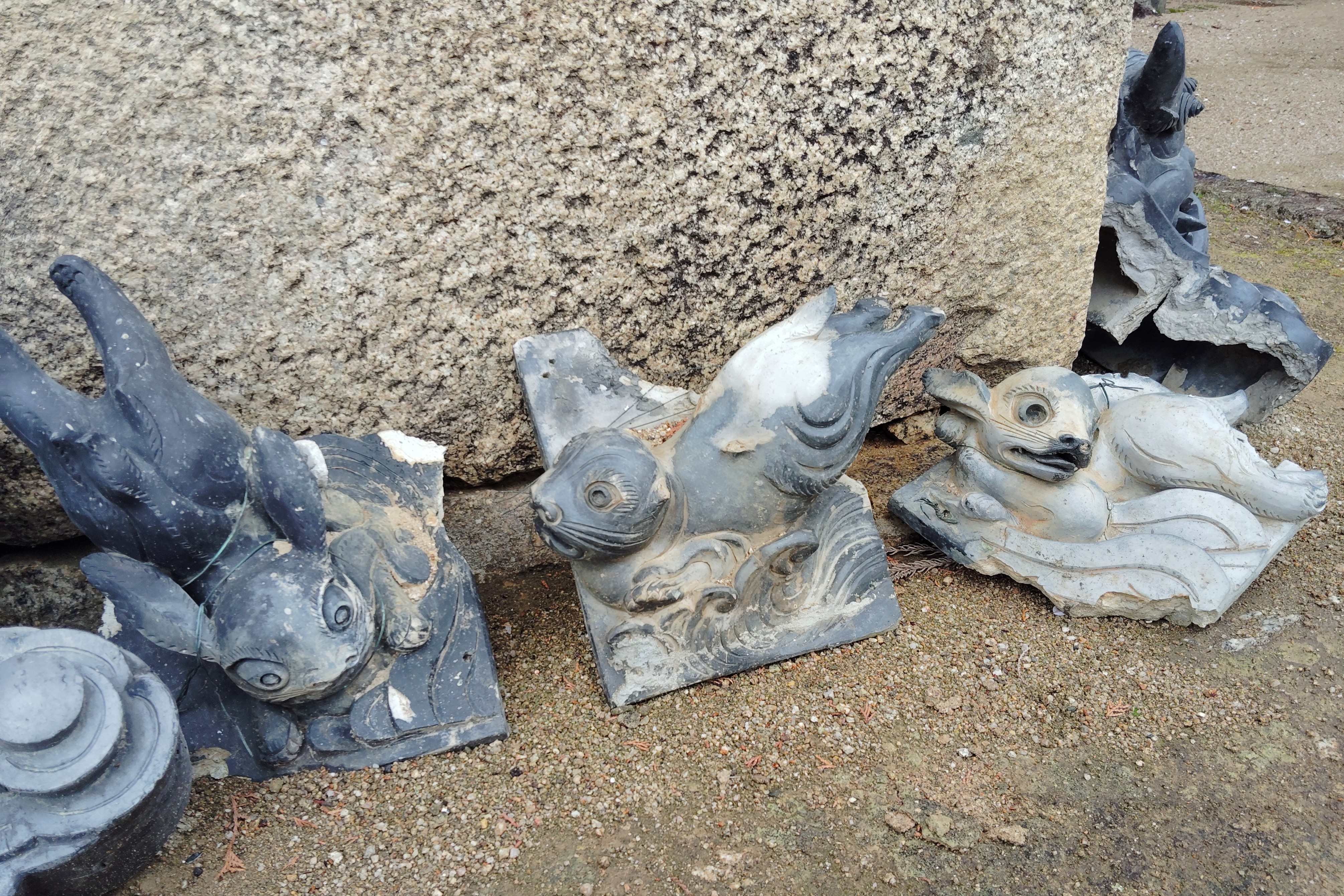
兎の飾り瓦

- 山門 - 寛政4年（1792年）竣工。
- 庫裏 - 安永元年（1772年）竣工。
- 庭園 - 後述

- 観音堂
- 兎の飾り瓦

## 文化財

### 京都府指定文化財
常栖寺庭園（名勝）

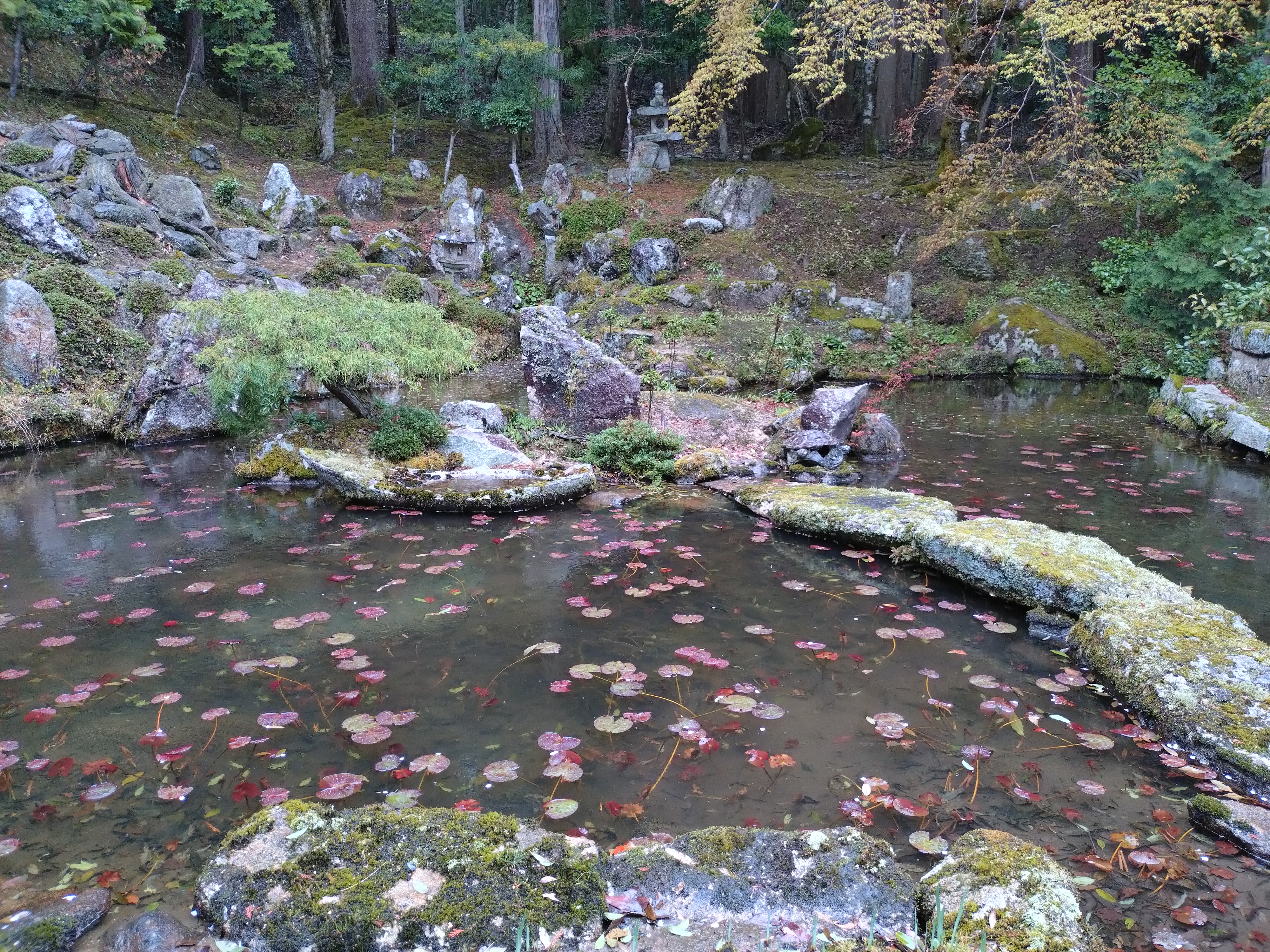
常栖寺庭園

明和年間（1764年～1772年）から天明年間（1781年～1789年）頃の作庭とされる。庫裏の北側の山裾にある池泉庭園である。中世、谷垣城があった城山を借景に山の裾野に池をつくって滝を2筋落とし、池の中央付近に中島を設ける。この中島に接する舟石は普陀落山に見立てたとされ、3つの自然石を連ねて橋を渡す。庭石は花崗岩で力強く組まれ、山腹に高野槙の巨木がある。秋には背後にある2本の楓が赤色と黄色に色づく。
丹後地方を代表する江戸時代の庭園とされ、1983年（昭和58年）4月15日には京都府指定名勝に指定された。なお、同じ与謝野町では西光寺庭園も京都府指定名勝に指定されている。
紙本墨画淡彩禅宗祖師図 狩野内膳筆 六曲屏風（美術工芸品）
桃山時代の狩野内膳の作とされ、狩野派の禅宗画題の作例として貴重とされる。2022年（令和4年）3月22日に京都府指定文化財に指定された。

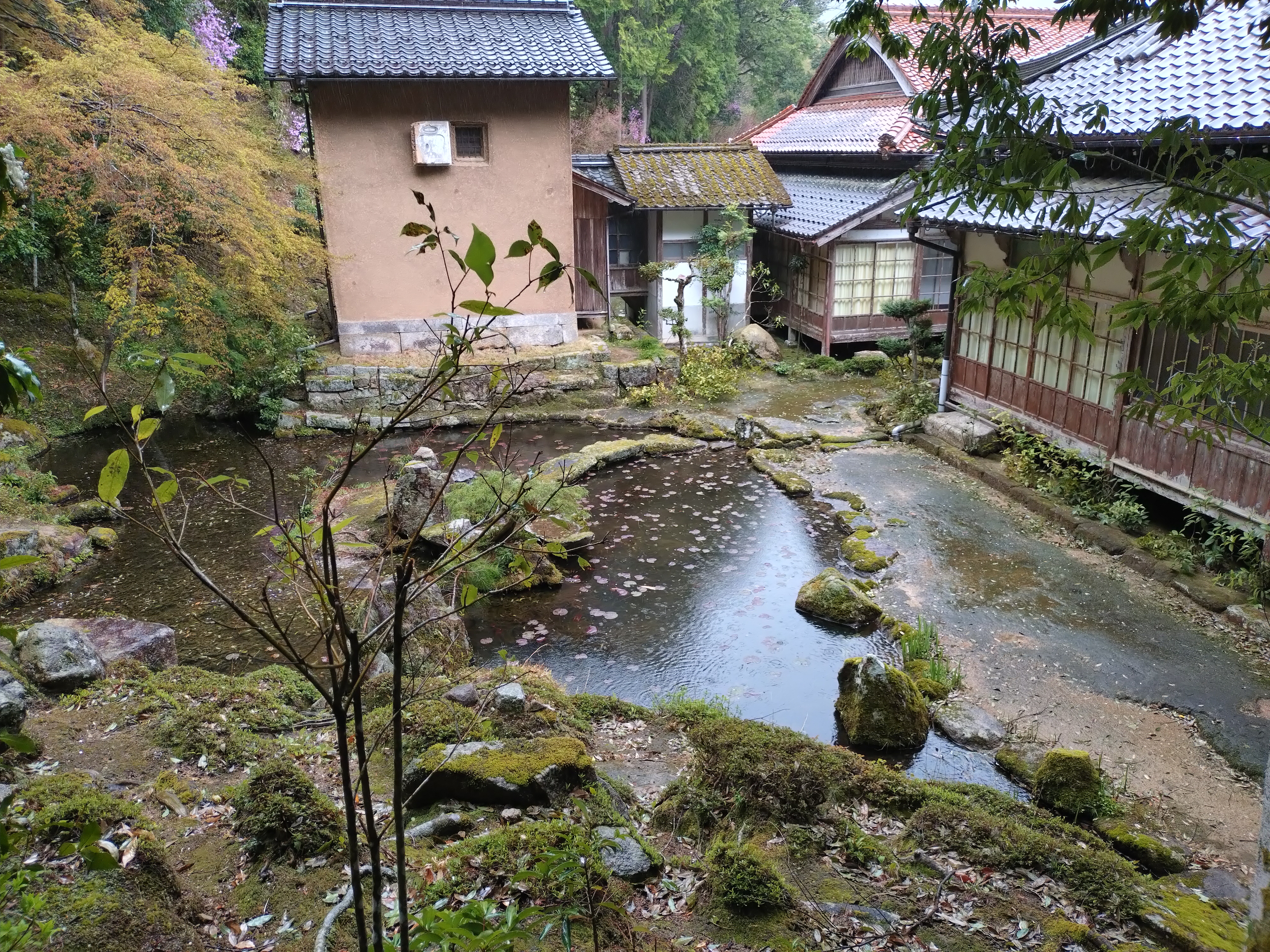
常栖寺庭園
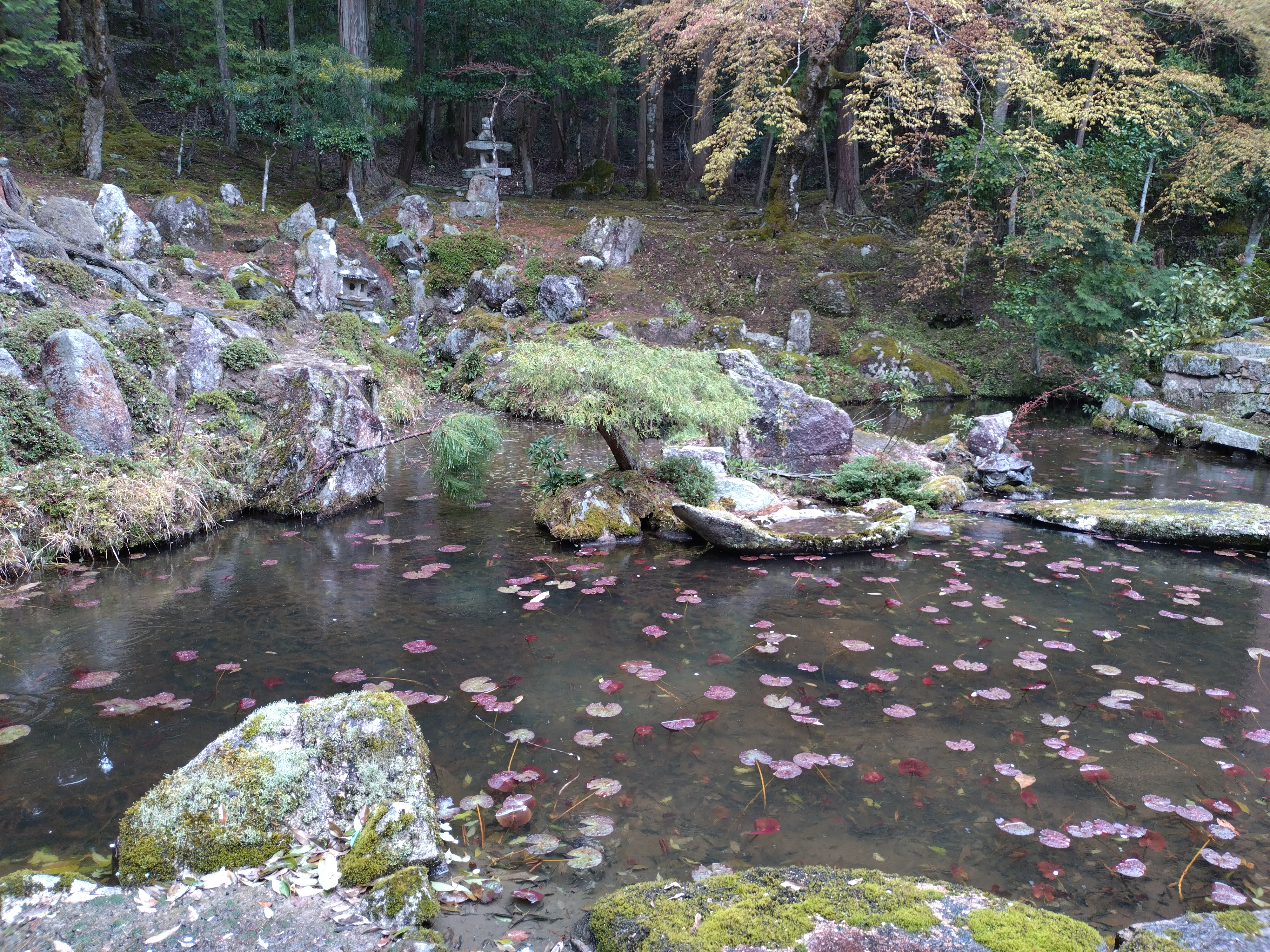
常栖寺庭園

### 寺宝
「回照先師中興記録」といった史書のほか、雪舟の作と伝えられる達磨図、白隠筆とされる観音図、狩野山雪筆とされる竜虎の襖絵、山岡鉄舟の書など、数百年の由緒のある軸物や畳2枚分ほどの大きさを誇る地獄極楽図など、書画・絵画を多数所蔵する。また、地元出身の文人・与謝野礼厳に関する資料も所蔵する。
1970年代には、加悦町の文化祭に「秘宝展」としてこれらの品々を出展し、地域の文化振興に務めた

## 現地情報
所在地
- 629-2413 京都府与謝郡与謝野町温江909

アクセス
- 京都丹後鉄道宮豊線与謝野駅からタクシーで約15分[11]
- 京都縦貫自動車道与謝天橋立ICより15分[11]